# I Love Melvin
I Love Melvin is een Amerikaanse romantische komedie-musicalfilm in Technicolor uit 1953 onder regie van Don Weis. De film, met in de hoofdrollen Donald O'Connor en Debbie Reynolds, werd destijds in Nederland uitgebracht onder de titel Het meisje van de voorpagina.

## Verhaal
Judy is een revuedanseresje in New York dat droomt van een grote doorbraak en de liefde. Haar ouders zien haar het liefst trouwen met Harry Flack, de zoon van de eigenaar van een fabriek, maar Judy koestert geen romantische gevoelens voor hem. Op een dag dagdroomt ze tijdens een wandeling door Central Park en botst op tegen Melvin Hoover; de assistent van een fotograaf voor het Amerikaanse tijdschrift Look. Diezelfde avond spot Melvin haar als koormeisje in de show Quarterback Kelly en is onmiddellijk onder de indruk van haar. Hij gebruikt zijn connecties bij Look om backstage te komen en om indruk op haar te maken, liegt hij tegen Judy dat hij haar wil fotograferen voor een fotoreportage in Look. Hij overdrijft hierbij flink zijn macht bij het tijdschrift. 
Enthousiast stemt Judy toe en in de weken die volgen wordt het duo verliefd op elkaar. Haar vader ergert zich aan het feit dat ze Harry verwaarloost en kondigt aan dat ze spoedig met hem zal huwen. Judy denkt dat haar reportage in Look haar kan redden van het huwelijk; ze spreekt haar verlangen uit om op het voorblad te worden afgedrukt, zodat haar ouders meer vertrouwen krijgen in haar carrière in de showbusiness en zodoende haar niet meer onder druk zullen zetten om te huwen met een rijke man. Melvin probeert dit te bewerkstelligen, maar zijn baas geeft voorkeur voor een cover met een wedstrijdpaard. Ondertussen breekt het nieuws dat Quarterback Kelly over drie weken de laatste voorstelling houdt. 
Wanneer Harry een huwelijksaanzoek doet bij Judy dat ze niet direct afwijst, besluit Melvin om met hulp van zijn baas Mergo een nepcover af te drukken waarin Judy de voorpagina siert. Hij presenteert deze cover aan Judy met de aankondiging dat de tijdschriften binnenkort in de winkels verkrijgbaar zullen zijn. Judy breekt daarop onmiddellijk haar verloving met Harry. Ook Judy's vader is razend enthousiast over de voorspelde doorbraak van zijn dochter en neemt op de dag dat het tijdschrift in de winkels verschijnt prompt ontslag. Hij is dan ook ziedend als blijkt dat niet Judy, maar een paard op de voorpagina is te zien. Melvin durft zijn bedrog niet toe te geven en zweert dat de cover binnenkort wordt gepubliceerd. Judy accepteert tot die tijd het aanbod om Quarterback Kelly in andere steden op te treden. 
In de weken die volgen wordt Judy's vader steeds ongeduldiger en op een dag besluit hij het kantoor van Look binnen te stormen om te eisen dat Judy op de voorpagina van de volgende editie wordt gepubliceerd. Judy, die van tevoren is geïnformeerd over haar vaders plan, is haastig terug naar New York teruggekeerd om hem tegen te houden. In het kantoor krijgen Judy en haar vader te horen dat de cover met Judy nep is. Judy realiseert zich hierop dat Melvin haar in de maling heeft genomen zodat ze niet met Harry zou trouwen. Ze ontdekken dat Melvin ook al weken niet is komen werken en officieel is vermist. De politie zet een grote zoektocht op. Melvin dwaalt op dat moment rond in Central Park en ontdekt dat Judy inmiddels op de echte cover van Look is verschenen; Judy botst enkele momenten later tegen hem op in het park en deelt een zoen met hem.

## Rolverdeling
| Acteur           | Personage                   |  |
| ---------------- | --------------------------- |  |
| Donald O'Connor  | Melvin Hoover               |  |
| Debbie Reynolds  | Judy Schneider / Judy LeRoy |  |
| Una Merkel       | Moeder Schneider            |  |
| Richard Anderson | Harry Flack                 |  |
| Allyn Joslyn     | Frank Schneider             |  |
| Les Tremayne     | Meneer Henneman             |  |
| Noreen Corcoran  | Clarabelle Schneider        |  |
| Jim Backus       | Mergo                       |  |
| Barbara Ruick    | Studiogids                  |  |
| Robert Taylor    | Robert Taylor               |  |

## Productie
De film werd gemaakt om te kapitaliseren op het succes van Singin' in the Rain (1952), waarin Donald O'Connor en Debbie Reynolds ook gezamenlijk te zien zijn. Aanvankelijk zouden Howard Keel en Vera-Ellen een gastverschijning maken in de droomscène van Judy, maar uiteindelijk zijn ze vervangen door Robert Taylor.
De film was tussen mei en juli 1952 in productie en werd op locatie in New York opgenomen, met opnames in Central Park, de Empire State Building en Brooklyn Bridge.

## Ontvangst
Criticus Bosley Crowther van The New York Times was kritisch over het scenario, maar schreef vol lofzang over Debbie Reynolds, die volgens hem beschikte over 'meisjesachtige talenten en sierlijke elegantie'.
Critici in Nederland waren het niet met elkaar eens over de kwaliteit van de film. Recensent van Het Vrije Volk schreef dat in het rijtje van 'showfilms-met-een-verhaaltje' deze film 'behoort tot de betere', maar schreef kritisch over Donald O'Connor, de volgens de recensent een vergeefse poging doet om Danny Kaye te imiteren. Recensent van De Waarheid was gematigd enthousiast en schreef: "Debbie Reynolds en Donald O'Connor maakten van het onbenullige gegeven een weliswaar drukke, maar toch gezellige film." Recensent van het Algemeen Dagblad noemde de film een 'bekoorlijk gevalletje' en schreef dat Debbie Reynolds een 'lief popje' is, maar "Donald O'Connor maakt de prettige, gezellige Technicolor-musical tot een genoegen voor oog en oor."

## Soundtrack
- "Lady Loves" (Debbie Reynolds)
- "We Have Never Met as Yet" (Debbie Reynolds en Donald O'Connor)
- "Saturday Afternoon Before the Game" (Koor)
- "Where Did You Learn to Dance" (Debbie Reynolds en Donald O'Connor)
- "I Wanna Wander" (Donald O'Connor)
- "Life Has Its Funny Ups and Downs" (Noreen Corcoran)